# Anke Behmer
Anke Behmer (Stavenhagen, 5 juni 1961) is een voormalig atlete uit Duitsland.
Anke Vater huwde hink-stap-springer Bodo Behmer. In 1980 werd Behmer de eerste Oost-Duitse nationaal kampioene zevenkamp, toen dit onderdeel de vijfkamp verving.
In 1988 plaatste ze een wereldrecord op de indoor-vijfkamp met 4995 punten. Dat jaar behaalde ze ook een bronzen medaille op de Olympische Zomerspelen van Seoul.
In 1987-1989 won Behmer drie maal op rij de Hypomeeting. Ook de Décastar schreef zij in 1988 op haar naam.

## Persoonlijk record
| Onderdeel | Resultaat   | Jaar |
| --------- | ----------- | ---- |
| zevenkamp | 6858 punten | 1988 |
| 200 meter | 22,73       | 1988 |
| 800 meter | 2:03,76     | 1984 |

| Onderdeel    | Resultaat   | Jaar |
| ------------ | ----------- | ---- |
| vijfkamp     | 1995 punten | 1988 |
| kogelstoten  | 14,95 m     | 1988 |
| hoogspringen | 1,83 m      | 1988 |

- World Athletics: 14357540